# Benemérito Instituto Normal del Estado
El Benemérito Instituto Normal del Estado “Gral. Juan Crisóstomo Bonilla” (BINE) es una institución de formación de docentes de sostenimiento público, ubicada en la Ciudad de Puebla, Puebla, México.
El BINE, es la primera institución generadora de personal docente de todo el estado de Puebla y forma parte fundamental del desarrollo de habilidades.

## Historia
En la búsqueda de la unidad nacional, la educación en el siglo XIX desempeña un papel importante. Después de restaurada la legalidad, la orientación positivista de La Reforma, para reorientar la educación pública, preocupación fundamental del Presidente de la República, licenciado Benito Juárez García: Reorientación que es reforma cultural en México y modelo para América Latina que asegura la reorganización de la sociedad, mediante la formación humana inspirada en la razón y en la ciencia como único y valedero camino para consolidar la paz y el orden social.
Juan Crisóstomo Bonilla fue un impulsor de la educación positivista que a través de su Ley de Instrucción Pública de 1879, establece la educación gratuita en la entidad poblana. He ahí donde surge el BINE.
Fue el 15 de septiembre de 1879, cuando en un salón del Hospicio de Pobres se inaugura la escuela Normal de Profesoras, nombrándose como director provisional al licenciado Ramón Gómez Daza y como subdirectora a la señorita profesora Paz Montaño. La primera alumna matriculada fue la María Zamudio, asilada del Hospicio. La escuela Normal para Profesores se inauguró el 4 de enero de 1880, en un local del ex convento de San Jerónimo, hoy escuela José María Lafragua. La noche del 20 de enero de este mismo año, se celebró en el salón de sesiones del Congreso del Estado, la apertura de las clases de ambas escuelas, nombrando como director único a don Guillermo Prieto. Para esa fecha, ya se contaba con 26 alumnos pensionados y 34 alumnas entre pensionadas y no pensionadas. 
En 1883, la escuela Normal para profesoras pasa al edificio de la calle del Carolino No.3 (3 Oriente n.º 403)
Posteriormente se traslada al edificio construido por el general Mucio Martínez situado en la antigua Calle de las Ventanas n.º 12 (12 poniente 507) y que fuera inaugurada por el presidente Don Porfirio Díaz, el 6 de enero de 1901.

## Oferta educativa

### Educación Básica
- Jardín de Niños Matutino
- Jardín de Niños Vespertino
- Escuela Primaria Matutina
- Escuela Primaria Vespertina
- Escuela Secundaria Matutina
- Escuela Secundaria Vespertina

### Educación Media Superior
- Bachillerato Matutino
- Bachillerato Digital
- Bachillerato Vespertino

### Educación Superior
- Licenciatura en Educación Inicial
- Licenciatura en Educación Preescolar
- Licenciatura en Educación Primaria
- Licenciatura en Enseñanza y Aprendizaje en Telesecundaria
- Licenciatura en Inclusión Educativa
- Licenciatura en Educación Física

## Posgrados
Maestría en Metodología de la Enseñanza del Inglés
Maestría en Educación Física
Maestría en Gestión Educativa con enfoque en Dirección de Instituciones y Gestión Escolar
Maestría en Gestión de la Educación Física

## La Dirección de TIC
La Dirección de Tecnologías de Información y Comunicación Aplicadas a la Educación (DPTICAE), es una instancia creada por la Dirección General del Benemérito Instituto Normal del Estado "Gral. Juan Crisóstomo Bonilla" (BINE), con la finalidad de Analizar, Desarrollar, Operar y Promover el uso de las Tecnologías de Información y Comunicación (TIC´s) en los procesos de aprendizaje de los Programas educativos del BINE.
Desde su creación esta instancia, se ha avocado dentro a consolidar la infraestructura tecnológica, en donde los servicios tecnológicos amplían con la instalación de centros de cómputo interconectados en una red interna y con servicios de internet dedicado por medio de fibra óptica e inalámbrica.
Los recursos financieros que han permitido la instalación de la infraestructura tecnológica han sido aportados por la Secretaría de Educación Pública (SEP), a través del Programa de Fortalecimiento de las Escuelas Normales (PEFEN), que es coordinado por la Dirección General de Educación Superior para Profesionales de la Educación (DGESPE) cuya función es la de proponer y coordinar las políticas educativas de educación superior para las normales a fin de lograr óptimos niveles de calidad y cobertura, así como su integración a las necesidades de la educación básica del país.

### Aulas virtuales
En el BINE han sido instaladas siete aulas virtuales distribuidas de la siguiente forma:
Una en cada Licenciatura de Educación Preescolar, Primaria, Secundaria, Educación Especial y Educación Física, en el Teatro Normalista y el aula principal en la Dirección General.
Cada una de estas aulas está intercomunicada a través de la red convergente, por medio de fibra óptica, con lo cual se efectúan las transmisiones de video, voz y datos de manera eficiente.
Para su correcto funcionamiento, se ha instalado equipamiento activo y pasivo que permite la interconección punto multipunto en tiempo real; así mismo es posible efectuar sesiones de videoconferencia transcontinentales, que hacen posible la educación no sólo presencial, sino semi- presencial y a distancia.

### Web 2.0
La Web 2.0 está asociada con un fenómeno social, basado en la interacción que se logra a partir de diferentes tecnologías traducidas en aplicaciones web, que facilitan el compartir información, la interoperatividad, el diseño y la colaboración en internet.
Algunos ejemplos de la Web 2.0 son:
•	Comunidades web
•	Servicios web
•	Aplicaciones Web
•	Servicios de redes sociales
•	Servicios de alojamiento de videos
•	Las wikis
•	Los blogs
•	Mashups
•	Folcsonomías.

### Proyectos de la DPTICAE
La DPTICAE ha consolidado proyectos de transformación y desarrollo tecnológico direccionados en dos vertientes de trabajo:
Proyectos de implementación de infraestructura:
1. Red convergente.
2. Centros de cómputo. "Fotogalería"
3. Videoconferencia.
4. Fibra óptica.
5. Internet inalámbrico.
6. Aulas virtuales. "Fotogalería"

### Proyectos de aplicaciones para el aprendizaje
1. Moodle.
2. Blogs.
3. Wikis.
4. Soporte técnico.
En ambas vertientes se ha contado con el apoyo de los programas educativos del BINE, que han consolidado al BINE como una institución de calidad con pendiente de las necesidades del futuro y las condiciones cambiantes del entorno.

### Wiki BINE
Dentro de las aplicaciones WEB 2.0 que utiliza el BINE destaca la WIKI, cuyo uso está orientado a la construcción de colaboraciones en línea por parte de alumnos y docentes de los programas educativos y especialmente con objetivos y metas de aprendizaje constructivista.
La tecnología wiki permite que páginas web alojadas en un servidor público (las páginas wiki) sean escritas de forma colaborativa a través de un navegador, utilizando una notación sencilla para dar formato, crear enlaces, etc., conservando un historial de cambios que permite recuperar de manera sencilla cualquier estado anterior de la página. Cuando alguien edita una página wiki, sus cambios aparecen inmediatamente en la web, sin pasar por ningún tipo de revisión previa.
Wiki también se puede referir a una colección de páginas hipertexto, que pueden ser visitadas y editadas por cualquier persona.

### Blog BINE
El blog BINE se utiliza como un instrumento de producción académica en los 5 programas educativos, su finalidad principal es permitir, a otros usuarios de la web, añadir comentarios a cada entrada, pudiéndose generar un debate alrededor de sus contenidos, además de cualquier otra información.
En los programas educativos suele ser una herramienta metodológica que sistematiza adecuadamente las participaciones de docentes y alumnos en torno a temáticas especializadas para lograr que los contenidos sean difundidos, discutidos, compartidos y que se formulen conclusiones sobre ellos.
Un blog, traducido al español significa: bitácora, es un sitio web periódicamente actualizado que recopila cronológicamente textos, artículos de uno o varios autores, apareciendo cada aportación cronológicamente inversa, donde el autor conserva siempre la libertad de dejar publicado lo que crea pertinente.

### Moodle BINE
Moodle es un Sistema de Gestión de Cursos de Código Abierto (Open Source Course Management System, CMS), conocido también como Sistema de Gestión del Aprendizaje (Learning Management System, LMS) o como Entorno de Aprendizaje Virtual (Virtual Learning Environment, VLE).
Es una herramienta para crear sitios web dinámicos en línea para estudiantes.
El objetivo del proyecto Moodle es facilitar a los educadores las mejores herramientas para gestionar y promover el aprendizaje. No obstante, hay muchas formas de utilizar Moodle, pues éste dispone de características que le permiten escalar a grandes despliegues con cientos de miles de estudiantes, pero también puede ser utilizado en escuelas de educación infantil y primaria.
Muchas instituciones lo utilizan como su plataforma para formación en línea mientras que otras lo utilizan como apoyo a la formación presencial (conocida como blended learning en inglés).
A muchos de nuestros usuarios les encanta utilizar los módulos de actividad (como los foros, bases de datos o wikis) para construir ricas comunidades colaborativas de aprendizaje alrededor de una materia (en la tradición del constructivismo social), mientras que otros prefieren utilizar Moodle como una forma de ofrecer contenidos a sus estudiantes (utilizando por ejemplo paquetes SCORM) y realizar evaluaciones utilizando tareas o cuestionarios.